# 道産人間オズブラウン
『道産人間オズブラウン』は、札幌テレビで2024年4月7日から放送されているローカルバラエティ番組。

## 概要
当番組では『ハレバレティモンディ』の後継番組として放送開始された。同番組では木曜 0:59 - 1:29（水曜深夜）に放送されていたが、2024年4月改編で自社制作番組と『ダウンタウンのガキの使いやあらへんで!』を入れ替え・枠交換することにより、当番組放送開始と同時に日曜 23:25 - 23:55に枠移動となった。同時間帯に自社制作番組が放送されるのは『ブギウギ専務』以来2年半ぶりとなる。
オズワルドとトム・ブラウンの4人が、北海道を駆け回りながら道内の道産品を発掘し、北海道の魅力を発信する番組である。
基本的にトム・ブラウンの芸風でもある無秩序で粗雑なボケ（特にみちお）を、伊藤のテクニカルなツッコミでカバーしてるのが番組の特徴。特にトム・ブラウンが体を張る系のロケが多いのに対し、オズワルドは食レポや酒飲み系のロケが多く、VTRを観たトム・ブラウンがオズワルドのロケ内容に関して、自分達にご褒美系ロケが来ないことにボヤいたり激怒するなどケチをつけるのがお約束。
コンビ同士で行ったロケのVTRを見る場所は主にSTVの『どさんこワイド』などで収録するスタジオや、東京での仕事が多い2組が仕事の都合上を考慮し、オズワルドが所属してる吉本興業東京本社で収録することが多い。
レギュラーメンバーの服装は黒いワイシャツにネクタイ（布川は黄色、みちおは白、伊藤は赤、畠中は黄緑）を着用するが、放送期間が夏季に該当するときは番組ロゴが入った半袖の黒いポロシャツを着用する。

## 出演者
- オズワルド
  - 畠中悠 - 函館産。■黄緑のネクタイ。番組中も基本的にマイペースな性格であるが、トム・ブラウンの暴走ノリに巻き込まれることも多々ある。
  - 伊藤俊介 - 道外産。■赤のネクタイ。唯一北海道出身ではない番組レギュラー。道民特有のノリや方言が理解できず困惑する場面が多い。みちおの暴走ボケに困惑しながらも的確にツッコむ。
- トム・ブラウン
  - 布川ひろき - 札幌産。■黄色のネクタイ。ネタではツッコミの役割で、ロケでもツッコむ場面が多いが、みちお同様粗雑なボケで暴走することもある。コンビでのロケでの際、みちおに対しちょっかいをかけてキレさせたりして喧嘩になることが多々ある。
  - みちお - 札幌産。■白のネクタイにペンギンのイラストが描かれてある。度々番組内で無秩序なボケで暴走する。キレたら怖いもの知らずで、コンビでのロケでは山登りに挑戦した際、スタッフに激怒した。

## 主な企画
- スナックママ監修 旅のしおりちゃん - 道内各都市のスナックのママが立てた観光プランに従ってロケをする。
- ススキノビル呑み探訪 - すすきののビル全階の飲食店を制覇する。
- 道道ドライブD.D.D. - ごく初期の企画。国道と比べてマニア好みの建物がある道道をドライブしていく。
- 伊藤道産化計画 - 唯一本土出身の伊藤を北海道通にする為北海道に関するパーソナルクイズを出していく。
- 創業年数カウントアップバトル - 通りにある店を創業年数が浅い順に訪ね最終目的地の老舗を目指す。
- 分割ロケ - トム・ブラウンとオズワルドがそれぞれロケへ行く。トム・ブラウンはみちおの怪力を生かしたロケ等体を張った企画に対してオズワルドは飲み企画でトム・ブラウンの怒りを買っている。

## 放送時間

### 現在のネット局
2025年3月現在。
| 放送対象地域 | 放送局                  | 系列               | 放送日時                     | 備考   |
| ------------ | ----------------------- | ------------------ | ---------------------------- | ------ |
| 北海道       | 札幌テレビ放送（STV）   | 日本テレビ系列     | 日曜 23:25 - 23:55           | 制作局 |
| 宮城県       | 宮城テレビ放送（MMT）   | 日本テレビ系列     | 水曜 1:29 - 1:59             |        |
| 千葉県       | 千葉テレビ放送（CTC）   | 全国独立放送協議会 | 火曜 23:30 - 0:00            |        |
| 中京広域圏   | 中京テレビ放送（CTV）   | 日本テレビ系列     | 木曜 0:54 - 1:24（水曜深夜） |        |
| 兵庫県       | サンテレビジョン（SUN） | 全国独立放送協議会 | 木曜 18:00 - 18:30           |        |
| 徳島県       | 四国放送（JRT）         | 日本テレビ系列     | 不定期                       |        |
| 福岡県       | 福岡放送(FBS)           | 日本テレビ系列     | 金曜 0:59- 1:29              |        |

## スタッフ
- ナレーション - 西尾優希
- カメラ - 栗山廉、トニカフォン
- 音声 - 近藤祐斗
- 照明 -
- 編集 - 有元謙一朗、高橋里美
- MA - 菅沼良隆
- オープニングタイトル - 渡邊拳（MORG）
- メイク - 寺長根愛
- デスク - 針谷有理
- ディレクター - 伊藤充則、菅本祐太、矢野健介
- PD - 谷田部一啓（吉本興業札幌支社）
- チーフPD-岸弘
- 製作・著作 - 札幌テレビ放送